# Davide Benetello
Davide Benetello (Jesolo, 14 agosto 1972) è un karateka italiano, campione del mondo di karate nel 1994 e pluri-campione d'Europa.
Membro del comitato esecutivo della World Karate Federation (WKF) e  European Karate Federation (EKF). Presidente della commissione atleti WKF, membro della commissione olimpica WKF, membro della commissione dei regolamenti gara e sportiva WKF.
Eletto consigliere federale FIJLKAM (Federazione Italiana Judo, Lotta, Karate) nel dicembre 2016. 
Rieletto consigliere federale FIJLKAM per il quadriennio olimpico 2021-2024, nominato vice presidente FIJLKAM e responsabile del settore karate, è inoltre componente della commissione atleti CONI.
All’interno del Comitato Olimpico Internazionale è membro della Steering Committee per i diritti e doveri degli atleti.

## Palmarès

### Individuale
- Europei:

2 (1995 e 2000)
- Mondiali:

1 (1994)

### A squadre
- Europei:

1 (1994)